# غاري أندرسون
غاري أندرسون (بالإنجليزية: Gary Anderson)‏ (16 يوليو 1959 جنوب أفريقيا - ) هو لاعب كرة قدم جنوب أفريقي.

## روابط خارجية
- غاري أندرسون على موقع مرجع كرة القدم المحترفة.كوم (الإنجليزية)
- غاري أندرسون على موقع كلية كرة القدم في سبورتس رفرنس.كوم (الإنجليزية)